# Мэн Сяодун
Мэн Сяодун (кит. 孟小冬, пиньинь Mèng Xiǎodōng; 9 января 1908, Шанхай, Империя Цин — 26 мая 1977, Тайбэй, Китайская Республика) — китайская актриса

, исполнительница ролей амплуа лаошэн («старик») в пекинской опере.
Первое имя — Мэн Жолань (кит. 孟若兰).

## Биография
Родилась в Шанхае 9 января 1908 года (по другим данным — 9 декабря 1907 года) в семье актёров пекинской оперы. С пяти лет осваивала актёрское мастерство, и начала выступать на сцене с 7 лет.
Среди её учителей были такие мастера, как Янь Синпэн, Юй Шуянь и Цзинь Шаошань. Юй Шуянь известен как основатель школы исполнительского мастерства «Юй», при этом Мэн Сяодун была единственной женщиной, которую он обучил.

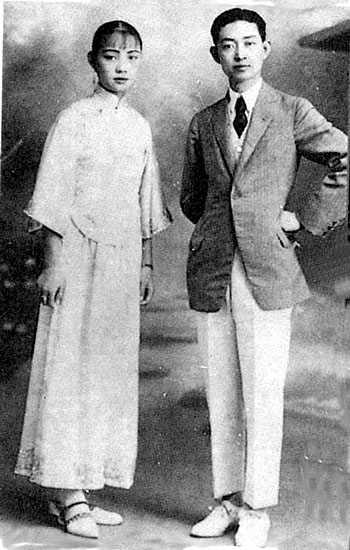
Мэн Сяодун и Мэй Ланьфан (1927 год)

В 1925 году переехала в Пекин, где познакомилась со знаменитым к тому моменту актёром пекинской оперы, мастером женских ролей амплуа дань, Мэй Ланьфаном. В 1927 году стала его женой (к тому моменту у Мэй Ланьфана уже было две жены), в 1933 году они развелись.

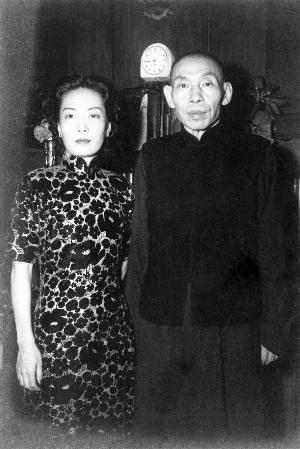
Мэн Сяодун и Ду Юэшэн (1950 год)

Впоследствии связала свою жизнь с шанхайским гангстером Ду Юэшэном, вслед за которым в 1949 году переехала в Гонконг. В 1950 году вышла за него замуж; ей на тот момент было 43 года, а Ду Юэшэну — 62.
В 1967 году переехала на Тайвань, где 26 мая 1977 года скончалась в Тайбэе.
В 2008 году режиссёр Чэнь Кайгэ снял фильм «Мэй Ланьфан» о жизни актёра. Важную роль в картине играют взаимоотношения Мэй Ланьфана и Мэн Сяодун, которую сыграла Чжан Цзыи.

## Творчество
Мэн Сяодун приобрела наибольшую известность в 1940-е годы. За свою одарённость и выразительные жесты заслужила титул «Королевы лаошэн».
Сыграла множество ролей в разных операх, среди которых «Дом чёрного дракона» (кит. 烏龍院), «Наказание сына генерала у ворот казармы» (кит. 轅門斬子), «Похищение и освобождение генерала Цао» (кит. 捉放曹), «Сирота из семьи Чжао» (кит. 赵氏孤儿) и другие.